# The Button (Reddit)
The Button (z ang. Przycisk) – meta-gra, będąca jednocześnie eksperymentem społecznym prowadzonym przez portal Reddit.
W dniu 1 kwietnia (prima aprilis) 2015 roku na stronie pojawił się panel, składający się z dwóch elementów: przycisku oraz minutnika rozpoczynającego odliczanie od 60 sekund. Za każdym razem, gdy przycisk został naciśnięty, minutnik wracał do stanu początkowego. Przycisk mógł zostać przyciśnięty tylko raz przez każdego użytkownika Reddita, który utworzył konto przed dniem rozpoczęcia eksperymentu.
Eksperyment trwał od 1 kwietnia do 5 czerwca 2015 roku. Przycisk został naciśnięty 1008316 razy. Ostatnim użytkownikiem, który wcisnął przycisk był BigGoron, przez pozostałych użytkowników nazwany "The Pressiah" (jest to gra słów. Powstała w wyniku połączenia: press (z ang. naciskać) oraz Mesajah).

## Reakcja społeczności portalu
Początkowo przycisk dezorientował użytkowników Reddita. Moderatorzy strony, rozpoczynając eksperyment, udostępnili post który nie informował użytkownika czy powinien podjąć on akcję w stosunku do aplikacji; decyzję pozostawili użytkownikowi.

### Użytkownicy, a kolor flary
Każde konto otrzymało flarę (ang. flair) w różnych kolorach. Była to kropka widniejąca przy nazwie użytkownika. To, jak wyglądała, zależało od tego czy użytkownik wcisnął Przycisk oraz od czasu widniejącego na minutniku, w momencie w którym Przycisk został naciśnięty.
| Kolor flary  | Czas, w którym Przycisk został wciśnięty | Ilość kont z danym kolorem flary | Procentowy udział w całości |
| ------------ | ---------------------------------------- | -------------------------------- | --------------------------- |
| Fioletowy    | 60-51 sekund                             | 275000                           | 57,58                       |
| Niebieski    | 50-41 sekund                             | 83903                            | 17,57                       |
| Zielony      | 40-31 sekund                             | 39817                            | 8,34                        |
| Żółty        | 30-21 sekund                             | 26741                            | 5,6                         |
| Pomarańczowy | 20-11 sekund                             | 20167                            | 4,22                        |
| Czerwony     | <11 sekund                               | 30729                            | 6,43                        |
| Szary        | nie wciśnięto                            | –                                | –                           |

Powyższy podział sprawił, że wśród użytkowników zaczęły tworzyć się społeczności, w zależności od koloru flary, który uzyskali. Każda z powstałych "grup społecznych" stworzyła swoją własną mitologię oraz starała się wytłumaczyć sens wydarzenia. Wśród społeczności wyłoniły się między innymi:
- The Followers of The Shade (z ang. Podążający za Cieniem) – frakcja, która zadeklarowała, że nie wciśnie Przycisku, aby na zawsze pozostać oznaczoną szarą flarą oraz by zakończyć eksperyment.
- The Grey Hopeful (z ang. Szarzy, Pełni Nadziei) – grupa zdecydowała nie wciskać Przycisku, ponieważ wierzyła, że zostanie za to wynagrodzona.
- Knights of the Button (z ang. Rycerze Przycisku) – ich celem było podtrzymanie eksperymentu przez najdłuższy możliwy czas. Nie zważali na kolor flary którą otrzymają.
- The Assassins of the Button (z ang. Oprawcy Przycisku) – sabotowali Rycerzy Przycisku, podszywając się pod nich, następnie nie wypełniając ich misji.
- The Violet Hand (z ang. Fioletowa Dłoń), The Bluetherhood (z ang. Niebieskie Bractwo), The Emerald Council (z ang. Szmaragdowa Rada), The Illemonati, The Orange Revolution (z ang. Pomarańczowa Rewolucja) oraz The Redguard (z ang. Czerwona Straż) – każda z powyższych frakcji szczyciła się kolorem flary, jaki otrzymała. Grupy o krótszych czasach cieszyły się większym szacunkiem na portalu.

### Twórczość użytkowników
Eksperyment wzbudził dużą aktywność twórczą wśród użytkowników. Powstało zarówno wiele prac artystycznych, jak i aplikacji rozszerzających możliwości uczestników. Redditerzy stworzyli narzędzia, które na bieżąco prowadziły analizę danych (graficzną i matematyczną), rozszerzenia przeglądarkowe oraz aplikacje pozwalające na bieżąco monitorować stan minutnika czy przypominające, aby w odpowiednim momencie wcisnąć przycisk, katalogi notujące rezultaty eksperymentu itp. Powstało także oprogramowanie, które oszukiwało użytkownika, sprawiając, że jego przyciśnięcie się nie liczyło.

### Problemy techniczne
Eksperyment zakończył się 5 czerwca 2015 roku, jednak minutnik wyzerował się jeszcze w dwóch innych przypadkach: 25 kwietnia oraz 18 maja. Za oba przypadki obwiniona została awaria serwera Cassandra, na którym znajdowały się dane Przycisku. Spowodowało to zawód wśród użytkowników, ponieważ zarówno sam komunikat przedstawiony po zakończeniu odliczania "the experiment is over" (z ang. "eksperyment się skończył), jak i to, że jego treść znana była już wcześniej były rozczarowujące.

## The Buttonjako eksperyment
The Button, pomimo tego, że utworzony został jako dowcip, niesie za sobą wnioski dotyczące zachowań społecznych i motywacji użytkowników sieci. Nagroda za przyciśnięcie była znikoma, cel nieznany, a zadanie pozornie bezcelowe, jednak społeczność portalu współpracowała, aby utrzymać eksperyment jak najdłużej. Portale internetowe opierające się na wkładzie użytkownika mogą wykorzystać zaobserwowane zjawiska w rozwoju swoich platform; użytkownicy, dzięki otwartości danych (ang. Open Data), chętnie tworzyli oprogramowanie rozwijające aplikacje (w przypadku eksperymentu takie, które pomagają go utrzymać) oraz chętnie będą brali udział w nudnych zadaniach, jeśli otrzymają nagrodę (nie musi być ona znacząca czy generować kosztów, jak flara).
Użytkownicy dzieli się na grupy, odczuwali do nich przywiązanie oraz chronili ich honoru tylko ze względu na kolor flary jaki otrzymali. Podobne zjawisko nazywane jest paradygmatem grupy minimalnej.